# Доминика
Доминика (енгл. Dominica), или званично Комонвелт Доминика, мала је острвска држава у Карипском мору.
Престоница, Розо, је лоцирана на северној страни острва. Оно је део Острва приветрине у архипелагу Мали Антили у Карипском мору. Острво се налази у близини Гваделупа на северозападу и Мартиника на југу-југоистоку. Оно има површину од 750 km², а његова највиша тачка је Морн Дијаблотинс, са 1.447 m надморске висине. Према попису из 2011. имало је 71.293 становника. Комонвелт Доминика је једна од малобројних република на Карибима.
Острво је првобитно насељавао домородачки народ Калинаго (Острвски Кариби), а касније су га колонизовали Европљани, првенствено Французи од 1690-их до 1763. Колумбо је прошао поред овог острва у недељу 3. новембра 1493, и стога је име острва изведено из латинске речи за „недељу”. Велика Британија је преузела ово острво у свој посед 1763. године након Седмогодишњег рата, и постепено је енглески успостављен као службени језик. Острвска република је стекла независност 1978. године.
Његово име се изговара са нагласком на трећем слогу, по узору на његово француско име Доминик. Доминика је добила надимак „Карипско острво природе” због свог природног окружења. Ово је најмлађе острво Малих Антила, и у ствари још увек се формира геотермалном-вулканском активношћу, о чему сведочи и други највећи на свету термални извор, који се назива Кључајуће језеро. Ово острво има бујне планинске кишне шуме, и оно је дом многих ретких биљних, животињских, и птичијих врста.

## Етимологија
Доминикино име се локално изговара са нагласком на трећем слогу, везаном за његово француско име Dominique и шпански изговор његовог имена.

## Историја

### Геолошка историја
Доминика је први пут изронила из мора током олигоценске ере пре отприлике 26 милиона година, и то је чини једном од последњих карипских острва насталих вулканском активношћу.

### Преколонијални период и рани европски контакт
Преколонијални аутохтони становници Доминике били су Острвски Кариби (Калинаго), за које се сматра да су протерали претходне аравачке становнике (Таине). Кариби су острво назвали Wai‘tu kubuli, што значи „Високо је њено тело“.
Кристифор Колумбо се искрцао на Доминику у недељу (шп. Domingo) 3. новембра 1493, па је тако острво добило име. Доминика је било последње од острва у Карипском мору које су Европљани колонизовали, јер су домороци пружали снажан отпор.
Овде су се населили неки шпански колонизатори. Али, како су европски истраживачи и насељеници насељавали регион, аутохтоне избеглице са околних острва населиле су Доминику и истерале шпанске насељенике. Шпанци су уместо тога населили друга подручја која је било лакше контролисати и која су имала више природних ресурса.

### Француска колонија
Шпанија је имала мало успеха у колонизацији Доминике. 1632. године француска Compagnie des Îles de l'Amérique полаже право на њу и друге „Petites Antilles“ (мале Антиле) за Француску, али није дошло до окупације. Између 1642. и 1650. године, француски мисионар Рејмонд Бретон постао је први редовни европски посетилац острва.
1660. године Французи и Енглези сложили су се да Доминика и Сент Винсент не смеју бити насељени, већ уместо тога као неутралне територије бивају препуштене Карибима. Али његови природни ресурси привукли су експедиције енглеских и француских шумара, који су започели са сечом дрва.
Французи су 1690. године основали своја прва стална насеља. Француске дрвосече са Мартиника и Гвадалупа основале су привремена насеља како би опскрбљивали француска острва дрвном грађом и постепено су постали стални досељеници. Довели су прве поробљене Африканце из западне Африке у Доминик, како су га звали на француском.
1715. побуна „сиромашних белаца“ на северу Мартиника, позната као Ла Гаули, довела је до тога да су се досељеници преселили на југ Доминике, где су основали мале фарме. У међувремену, француске породице и други из Гвадалупе населили су се на северу. 1727. године први француски заповедник М. Ле Гранд преузео је контролу над острвом с основном француском владом. Доминик је формално постао колонија Француске, а острво је било подељено на дистрикте или „четврти“. Французи су већ развили плантажну пољопривреду на Мартинику и Гвадалупи, где су уз поробљене афричке раднике гајили шећерну трску. У Доминику су постепено развијали плантаже кафе. Увезли су толико афричких робова да би испунили радне потребе да је становништво постало претежно афричко по националности.
1761. године, током Седмогодишњег рата у Европи, након британског похода на Доминику који је предводио Ендру Роло острво је освојено, заједно са неколико других карипских острва. 1763. Француска је изгубила рат и острво је препустила Великој Британији на основу Паришког споразума. Исте године Британци су основали законодавну скупштину, на којој су били заступљени само европски колонисти. Француски је остао званични језик, али већина становника говорила је антилски креолски, који се из њега развио.
Године 1778. Французи су, уз активну сарадњу становништва, започели поновно заузимање Доминике. Ово је завршено Паришким споразумом (1783), који је острво вратио под британску контролу. Али острвско становништво, посебно класа слободних „обојених” људи, опирало се британским ограничењима.
Британци су задржали контролу и одбили француске инвазије 1795. и 1805. године, од којих се прва догодила у време Хаићанске револуције, која је за последицу имала независност Хаитија (раније Сент-Доминге, најбогатије француске колоније Кариба).

### Британска колонија
Велика Британија је основала малу колонију 1805. Користила је Доминику као део троугласте трговине, којом су робови увожени и продавани као радна снага на острвима, као део трговине која је подразумевала производњу и извоз пољопривредних производа шећера и кафе у Европу. 
Најбоље документована плантажа робова на острву је имање Хилсбороу, које је имало 71 роба и 68 робиња. Породица Грег била је веома позната по томе: Томас Хоџсон, зет, поседовао је брод за превоз робова, а Томас Грег и његов син Џон Грег били су сувласници плантажа шећера на Доминики.
У јануару 1814. 20 робова побегло је из Хилсбороуа. Међутим, они су убрзо затим били ухваћени и кажњени. Сто удараца бичем је била казна за мушкарце и 50 за жене. Робови су наводно рекли да је један од њихових људи умро у плантажној болници и веровали су да је отрован.
1831. године, одражавајући либерализацију званичних британских расних ставова, Браун Привилеџ Бил („закон о повластицама смеђих”) доделио је политичка и социјална права слободним црнцима (углавном слободним „обојеним” људима, који су по правилу били дворасног мешаног афричког и европског порекла). Законом о укидању ропства из 1833. године Британија је укинула институцију ропства широм свог царства, осим у Индији.
1835. године прва три мушкарца афричког порекла изабрана су у законодавну скупштину Доминике. Многи робови са суседних француских острвских колонија Гвадалуп и Мартиник побегли су на Доминику. 1838. Доминика је постала прва колонија британске Западне Индије која је имала изабрано законодавно тело под контролом етничке афричке већине. Већина ових законодаваца били су слободни људи и мали власници или трговци пре укидања ропства. Њихови економски и социјални погледи разликовали су се од интереса мале, богате енглеске класе плантажера. Реагујући на опажену претњу њиховој моћи, плантажери су лобирали за директнију британску владавину.
1865. године, након много убеђивања и напетости, колонијални уред је изборну скупштину заменио скупштином коју су половином чинили изабрани чланови и половином именовани. Садари (плантажери), који су били савезници колонијалних администратора, у много наврата су надмудрили изабране законодавце. 1871. Доминика је постала део британске колоније Заветрених острва. Политичка моћ етничког афричког становништва прогресивно је еродирала. Влада крунске колоније поново је успостављена 1896. године. Сва политичка права била су умањена за „обојене људе” и црнце који су били велика већина становништва. Развојна помоћ, која је нуђена као компензација за обесправљеност, резултирала је занемарљивим побољшањима услова живота за већину етничких Африканаца

### Почетком 20. века
У Првом светском рату многи Доминиканци, углавном синови малих фармера, пријавили су се да се боре у Европи за Британско царство. Након рата, пораст политичке свести широм Кариба довео је до формирања „Удружења за репрезентативну владу”. Окупљајући јавност незадовољну недостатком гласа у управљању Домиником, ова група је 1924. године освојила једну трећину народно изабраних места у законодавној скупштини, а 1936. половину. Током Другог светског рата, неки Доминиканци су се јавили у британске и карипске снаге. Хиљаде слободних француских избеглица са Мартиника и Гвадалупе побегло је у Доминику са француских острва под контролом Вишија, боравећи у Розоу и другим селима.
До 1958. године Домиником се управљало као делом Британских острва. Карипска острва су тражила независност од 1958. до 1962. године, а Доминика је постала провинција краткотрајне Федерације Западне Индије 1958. године.
Након распада федерације 1962. године, Доминика је постала придружена држава Уједињеног Краљевства 1967. године и формално је преузела одговорност за своје унутрашње послове. Дана 3. новембра 1978. године, Комонвелт Доминика је добила независност као република, коју је предводио премијер Патрик Џон.

### После независности
Средином 1979. године политичко незадовољство због администрације премијера Патрика Џона, кулминирало је цивилним пучем и завршило се усвајањем захтева о неповерењу у Дому скупштине, законодавног тела Доминике, против Џона, што је урушило Џонову администрацију.
Нова, такозвана „привремена влада“ формирана је под доминиканским другим премијером Оливером Серафином; Серафинов главни задатак био је да припреми земљу за нове опште изборе који су требали да буду одржани 1980, па отуда и незванични наслов „привремени“ премијер.
Серафин је на опште изборе 1980. године организовао и водио Демократску лабуристичку партију, а изгубио је углавном зато што је његовим скоро тринаестомесечним премијерским мандатом доминирало питање решавања последица насталих налетом урагана Дејвид, урагана пете категорије, који је проузроковао 56 смртних случајева и неизрециву штету широм читавог острва. Ураган Ален наредне године нанео је додатну штету. Након избора 1980. године, Серафинову владу је заменила влада коју је водила Партија слободе Доминике (ДФП) под премијерком Еугенијом Чарлс, која је била је прва жена премијер на Карибима.
1981. године Чарлсиној влади су претила два покушаја пуча. Прву је водио Фредерик Њутн, командант војске Доминике, који је организовао напад на полицијско седиште у Розоу који је резултирао смрћу полицајца. Њутн и још пет војника проглашени су кривим за напад и осуђени на смрт 1983. године; казне петорици саучесника су касније замењене доживотним затвором, али је Њутн погубљен 1986.
Други се догодио касније током године када су земљи претили плаћеници у операцији Црвени пас, коју су водили Мајк Перду и Волфганг Дроже. Покушали су да свргну Чарлс и поново поставе бившег премијера Џона у замену за контролу над развојем земље. ФБИ је добио дојаву, а брод ангажован за превоз плаћеника никада није напустио пристаниште. Плаћеницима је недостајало формално војно искуство или обука, а већи део посаде био је заваран да ће им се придружити Мајк Перду. Дон Блек такође је затворен због учешћа у покушају пуча, јер је прекршио америчке законе о неутралности.
Тропска олуја Ерика опустошила је острво у августу 2015. године, убивши 30 људи и наневши озбиљну еколошку и економску штету. Доминика је поново погођена 18. септембра 2017. године, претрпевши директан удар урагана Марија 5. категорије. Ране процене штете сугерирале су да је 90% зграда на острву уништено, а инфраструктура је остала у рушевинама. Велика Британија, Француска и Холандија успоставиле су бродски и ваздушни превоз помоћи на острво; размера уништења је већину људи оставила без дома.
У децембру 2019. године, актуелни премијер Рузвелт Скерит освојио је своје четврте узастопне опште изборе, осамнаест места према три, поставши први премијер Доминике који је то икада учинио.

## Географија
Доминика је острвска држава у Карипском мору, најсевернија од Острва приветрине (мада се понекад сматра најјужнијим Острвом заветрине). Површина земље је око 7.500 km², дуга је око 47 km (29 mi) и широка 26 km (16 mi).
Познато као „Карипско острво природе” због свог бујног пејзажа и разнолике флоре и фауне, Доминика је углавном покривена прашумом и дом је другог највећег светског врелог извора, Кључајућег језера. Доминика је најбрдовитија међу Малим Антилима. Њени вулкански врхови су конуси кратера лаве, највећи од којих (од севера ка југу) су Морн о Дјаблес, Морн Дјаблотенс (највиши на острву са 1.447 м), Морн Труа Питони и Морн Енгле. Национални парк Морн Труа Питони је тропска шума помешана с вулканским особинама, који се сматра локацијом светска баштине од 4. априла 1995. године, што је својство које дели са четири друга Карипска острва. Подручје Калибиши на североистоку земље има пешчане плаже. Неке биљне и животињске врсте за које се сматра да су изумрле на околним острвима још увек се могу наћи у шумама Доминике. Острво има неколико заштићених подручја, укључујући Национални парк Кабритс, као и 365 река. У новије време, грађани овог острва настојали су да очувају природни амбијент подстичући екотуризам и обесхрабрујући тип велико импактног туризма који је често присутан у другим деловима Кариба.
Постоје два примарна популациона центра: главни град Розо (са 14.725 становника у 2011) и Портсмут (са 4.167 становника у 2011). Главни центри су смештени око обале, док је планинска унутрашњост ретко насељена.
Доминика је посебно рањива на урагане, јер се острво налази у ураганској зони. Године 1979, ураган Дејвид погодио је острво као ураган 4. категорије, узрокујући широку и екстремну штету. Дана 17. августа 2007. године, острво је погодио ураган Дин, 1. категорије урагана у то време. Мајка и њен седмогодишњи син погинули су када је клизиште узроковано обилном кишом срушило њихову кућу. У другом инциденту две особе су повређене када је дрво пало на њихову кућу. Премијер Рузвелт Скерит проценио је да је оштећено 100 до 125 домова и да је пољопривредни сектор умногоме погођен, посебно усеви банана. У августу 2015. године, тропска олуја Ерика изазвала је велике поплаве и клизишта широм острва. Неколико насеља је евакуисано, а више од 30 људи је погинуло. Према процени штете и утицаја коју је за Доминику припремила Светска банка, укупна штета и губици од олује били су 484,82 милиона УСД или 90% годишњег БДП Доминике. Ураган категорије 5, Марија, погодио је острво 2017. године и проузроковао губитке од око 930 милиона УСД или 226% БДП-а.

### Положај
Доминика је острвска земља у Карипском мору, најсеверније је Острво приветрине. Ова држава обухвата територију од око 750 km². Главни град је Розо.

### Флора и фауна
Познато као „Карипско острво природе” због свог бујног пејзажа и разнолике флоре и фауне, Доминика је углавном покривена прашумом и дом је другог највећег светског врелог извора, Кључајућег језера. Доминика је најбрдовитија међу Малим Антилима. Њени вулкански врхови су конуси кратера лаве, највећи од којих (од севера ка југу) су Морн о Дјаблес, Морн Дјаблотенс (највиши на острву са 1.447 м), Морн Труа Питони и Морн Енгле. Национални парк Морн Труа Питони је тропска шума помешана с вулканским особинама, који се сматра локацијом светска баштине од 4. априла 1995. године, што је својство које дели са четири друга Карипска острва. Подручје Калибиши на североистоку земље има пешчане плаже. Неке биљне и животињске врсте за које се сматра да су изумрле на околним острвима још увек се могу наћи у шумама Доминике. Острво има неколико заштићених подручја, укључујући Национални парк Кабритс, као и 365 река. У новије време, грађани овог острва настојали су да очувају природни амбијент подстичући екотуризам и обесхрабрујући тип велико импактног туризма који је често присутан у другим деловима Кариба.
Папагај царски амазонац (Amazona imperialis) је национална птица Доминике и ендемит њене планинске шуме. Сродна врста, црвеногрли амазонац (A. arausiaca), такође је доминикански ендемит. Обе птице су ретке и заштићене, мада неким шумама још увек прети сеча, поред дуготрајне претње ураганима.
Доминика је дом за 195 врста птица, због изолованог положаја Доминике ово је мањи број у поређењу са Тринидадом који се налази ближе копну Јужне Америке са 472 врсте птица.
Подморје острва Доминика у Карипском мору дом је многих китова. На овом подручју углавном живи група уљешура током целе године. Постоје такође и многе врсте делфина. Због многих врста делфина и китова, многи туристи посећују Доминику да би их посматрали.

### Клима
Доминика је посебно рањива на урагане, јер се острво налази у ураганском региону. Године 1979, ураган Дејвид погодио је острво као ураган категорије 4, узрокујући широку и екстремну штету. Дана 17. августа 2007. године, острво је погодио ураган Дин, категорије урагана 1 у то време. Мајка и њен седмогодишњи син погинули су када је клизиште узроковано обилном кишом срушило њихову кућу. У другом инциденту две особе су повређене када је дрво пало на њихову кућу.
Премијер Рузвелт Скерит проценио је да је оштећено 100 до 125 домова и да је пољопривредни сектор умногоме погођен, посебно усеви банана. У августу 2015. године, тропска олуја Ерика изазвала је велике поплаве и клизишта широм острва. Неколико насеља је евакуисано, а више од 30 људи је погинуло. Према процени штете и утицаја коју је за Доминику припремила Светска банка, укупна штета и губици од олује били су 484,82 милиона УСД или 90% годишњег БДП Доминике. Ураган категорије 5, Марија, погодио је острво 2017. године и проузроковао губитке од око 930 милиона УСД или 226% БДП-а.

### Геологија и рељеф
Доминика је најмлађе карипско острво, вулканског је порекла и настало је пре око 26 милиона година. Лежи на месту сусрета две тектонске плоче. Ово је разлог да тако мало острво по површини има планине које достижу висину од 1.447 m.

### Воде
На острву се налази велики број водопада, извора и река, а на његовом североисточном делу постоје пешчане плаже. На острву постоји 365 река.

## Политика
Доминика је земља парламентарне демократије. Чланица је Комонвелта. Председник се бира на пет година, а премијер је обично из странке са највише места у парламенту. Једнодомни парламент састоји се од 30-чланог Дома Скупштине, који се састоји од 21 непосредно изабраних чланова и девет сенатора, које може именовати председник или други чланови Дома Скупштине.

### Територијални спорови
Комонвелт Доминика је у дуготрајном спору са Венецуелом због територијалних претензија Венецуеле на море које окружује Исла Авес (дословно Птичје острво, али га власти Доминике заправо зову „Птичја стена“), мајушно острво смештено 225 km западно од острва Доминика.

## Административна подела
Доминика је подељена на 10 округа-парохија, и то:
1. Сент Ендру;
2. Сент Дејвид;
3. Сент Џорџ;
4. Сент Џон;
5. Сент Џозеф;
6. Сент Лук;
7. Сент Марк;
8. Сент Патрик;
9. Сент Пол;
10. Сент Питер.

## Привреда
Постоје два главна популациона центра: главни град Розо (са 14.725 становника у 2011) и Портсмут (са 4.167 становника у 2011). Главни центри су смештени око обале, док је планинска унутрашњост ретко насељена.
Пољопривредне културе, посебно банане, главни су производ Доминике. Велики привредни напредак Доминика је доживела у време премијерке Мери Евгеније Чарлз, 1980—1995.
Пољопривреда и посебно банане некада су доминирале економијом Доминике, и скоро једна трећина радне снаге радила је у пољопривреди почетком 2000-их. Међутим, овај сектор је веома осетљив на временске услове и на спољне догађаје који утичу на цене роба.
Као одговор на смањење трговинских преференцијала Европске уније (ЕУ) за банане из бивших европских колонија након одлуке СТО 2009. године, влада је диверзификовала пољопривредни сектор промовишући производњу кафе, пачули, алое вера, цвећа и егзотичног воћа попут манга, гуаве и папаје, док је економија све више зависна од туризма.

## Становништво
Готово сви становници Доминике су потомци робова из Африке. Доминику насељавају и малобројни староседеоци Кариби (или Калинаго), који су са суседних острва протерани или истребљени. Насељавају 8 села на источној обали острва, 2014. било их је око 3.000. Ових 8 села део су аутономне Карипске територије, створене 1903.
Етничка припадност (попис 2001):
- црнци 86,6%
- мелези 9,1%
- староседеоци (Кариби или Калинаго) 2,9%
- остали 1,3%
- непознато 0,2%

Старосна доб: 
- 0-14 година: 29% (мушкарци 10.556; жене 10.254)
- 15-64 година: 63% (мушкарци 23.151; жене 21.984)
- 65 година и више: 8% (мушкарци 2.294; жене 3.301) (2000, процена)
- Природни прираштај: -1,14% (2000, процена)

### Религија
61,4% становништва је римокатоличке вере, мада је последњих година успостављен низ протестантских цркава. Око 10–12% становништва припада једној од адвентистичких деноминација, која укључује конгрегацију Јахвеа, Цркву Божју (Седмог дана) и Цркву Адвентиста седмог дана.
Према Удружењу архива података о религијама, 2010. године, Светска хришћанска база података известила је да су највеће нехришћанске верске групе укључивале: спиритизам 2,6%; бахаизам 1,7%; агностицизам 0,5%; будизам 0,1%, хиндуизам 0,1% и ислам 0,1%; и кинеска народна религија <0,1%, неорелигије <0,1% и атеизам <0,1% становништва. Прва џамија у држави изграђена је у близини Универзитета Рос.

### Људска права
Хомосексуалне активности и мушкараца и жена на Доминики су илегалне.

## Култура
Доминика је дом широком кругу људи. Иако га је историјски насељавало неколико домородачких народа, аравачки народ Таино и карипски Калинаго, насељавали су га у време када су европски насељеници стигли на острво.
„Масакр“ је име реке посвећене масовном убиству домородачких сељака (око 2.000 љиди) које су починили енглески насељеници на Сент Китсу и Невису - преживели су били присиљени у изгнанство на Доминику. И Французи и Британци су покушали да положе право на острво и увозили су робове из Африке као радну снагу. Преостали Кариби сада живе на територији од 3.700 хектара (15 km²) на источној обали острва. Они бирају свог поглавицу. Ова мешавина култура произвела је тренутну културу.
Музика и плес су важни аспекти доминичке културе. Годишње прославе независности приказују разне традиционалне песме и игре. Од 1997. постоје и недеље креолских фестивала, попут „Креол у парку“ и „Светски фестивал креолске музике“.
Доминика је стекла истакнуто место на међународној музичкој сцени када је 1973. Гордон Хендерсон основао групу „Exile One” и оригинални музички жанр, који је назвао „Cadence-lypso“. Ово је отворило пут модерној креолској музици. Остали музички жанрови укључују „Jing ping"“ и „Cadence“. Јинг пинг садржи музику хармонике и пореклом је са острва. Музика Доминике је мешавина хаићанске, афро-кубанске, афричке и европске традиције. Популарни уметници током година укључују „Chubby and the Midnight Groovers”, „Bells Combo”, „the Gaylords”, „WCK” и „Triple Kay”.
Једанаести светски фестивал креолске музике одржан је 2007. године, део острвске прославе независности од Велике Британије 3. новембра. Једногодишња прослава поновног сусрета започела је у јануару 2008. године, обележавајући 30 година независности.
На Доминику се често гледа као на друштво које се сели из колективизма у индивидуализам. Економија државе је у развоју, раније је зависила од пољопривреде. Знаци колективизма очигледни су у малим градовима и селима која су раштркана по острву.
Романописац Џин Рис рођена је и одрасла на Доминики. Острво је укосо приказано у њеној најпознатијој књизи Wide Sargasso Sea. Њена пријатељица, политичка активисткиња и списатељица Филис Санд Алфреј, сместила је свој роман The Orchid House, из 1954. у Доминику.
Већи део филма Волта Дизнија,  Пирати са Кариба: Тајна шкриње  (други у серији, објављен 2006. године) снимљен је на локацији на Доминики (иако је у филму био познат као „Пелегосто“, измишљено острво), заједно са неким снимањем за трећи филм из серије, Пирати са Кариба: На крају света (2007).

### Кухиња
Кухиња Доминике слична је кухињи осталих карипских острва, посебно Јамајке, Свете Луције и Тринидада и Тобага. Као и друга карипска острва Комонвелта, и Доминиканци су развили посебан преокрет у својој кухињи. Доручак је важан дневни оброк, који обично укључује слану рибу, сушени и слани бакалар и „печење” (пржено тесто).
Усољена риба и пецива се комбинују за ужину брзе хране која се може јести током целог дана; продавци на улицама Доминике продају ове грицкалице пролазницима, заједно са прженом пилетином, рибом и воћем и „смутијима“ од јогурта. Остали оброци за доручак укључују кашу од кукурузног брашна која се прави од фине кукурузне крупице или паленте, млека или кондензованог млека и шећера за заслађивање. Традиционална јела под британским утицајем, попут јаја, сланине и тоста, такође су популарна, као и пржена риба и плантани (пржене банане).
Уобичајено поврће укључује плантане, таније (коренско поврће), слатки кромпир, кромпир, пиринач и грашак. Месо и живина која се обично једу укључују пилетину, говедину и рибу. Често се припремају у варивима са луком, шаргарепом, белим луком, ђумбиром и зачинским биљем. Поврће и месо порумени да би се добио богат тамни сос. Популарна јела укључују пиринач и грашак, пилеће вариво, вариво од говедине, пржену и динстану рибу и многе различите врсте обилних рибљих чорби и супа. Пуне се кнедлама, шаргарепом и млевеним намирницама.

### Спорт
Крикет је популаран спорт на острву, а Доминика се такмичи у тест крикету као део крикет тима Западне Индије. У домаћем првокласном крикету у Западној Индији, Доминика учествује као део крикет тима Острва приветрине, иако се они географски често сматрају делом Острва заветрине. То је због тога што је Доминика била део колоније Британских Острва приветрине од 1940. до независности; његова федерација за крикет остаје део Контролног одбора за крикет Острва приветрине.
Дана 24. октобра 2007. године, стадион за крикет Виндсор са 8.000 седишта завршен је донацијом владе Народне Републике Кине у износу од 12 милиона евра.
Популарност добијају и нетбол, кошарка, рагби, тенис и фудбал.
Током зимских олимпијских игара 2014. године, тим који су чинили супруг Гари ди Силвестри и супруга Ангела Морона ди Силвестри потрошили су 175.000 америчких долара да би се регистровали као држављани Доминике и учествовали на такмичењима у скијашком трчању за мушкарце (15 км) и жене (10 км). Ангела није започела своју трку, а Гари се повукао након пређених неколико стотина метара. До данас су једини спортисти Доминике на зимским олимпијским играма.
Атлетичар Џером Ромејн освојио је бронзану медаљу на Светском првенству у атлетици у троструком скоку 1995. Такође се пласирао у финале на Олимпијским играма 1996; иако је морао да се повуче због повреде, његова 12. позиција је најбољи учинак Доминичанина икада на Олимпијским играма.